# 宜川公園
宜川公園是中華人民共和國上海市普陀區的一個公園，位於宜川路93号，占地1.88公顷。

## 歷史
宜川公園原址是趙家花園的一部分。清朝乾隆年间，浦东赵德嘉迁至新港支河赵园浜南岸（今上海市普陀區宜川路街道）居住，種植花卉。其后代多以种花为业。先后形成赵园、东赵宅、南赵宅、小南赵宅、北赵宅、赵园后浜等村落。这一带於是总称赵家花园。最初生产玫瑰花、腊梅，后来花卉品种增加至菊花、香石竹，並對外銷售。
中華人民共和國建國後，1956年趙家花園有花农221户，生产园地21.93公顷，生产花卉為571种，其花卉与切花的市場佔有率一度達上海市的40～50％及70％。1956年起，赵家花园土地陆续被征用，作為宜川新村住宅用地。文化大革命时期，趙家花園曾改种蔬菜，1979年开始恢复花木生产。至80年代，趙家花園僅存宜川路洛川路口东南一小块园地。
1980年代，为解决宜川新村居民的游乐场所，赵家花园最後的一部分計劃用作宜川公園用地，宜川公園建园工程由上海市园林局设计室颜文武负责规划及绿化设计，由上海市园林工程公司等单位施工，投资总额为54.5万元。工程于1984年11月动工，1986年4月16日竣工，同年5月1日建成开放，得名於宜川新村。赵园浜的河道一部分作為宜川公園水面。2004年，宜川公园門口新建2581平方米开放式广场。2005年4月1日，宜川公园開始免费开放。2013年，赵家花园菊花种植技艺被列入了上海市第四批非物质文化遗产项目。趙家花園的趙家菊花種植傳承人曾在2016年11月在宜川公園舉辦菊花展覽。

## 外部連結
- 上海市林業局-宜川公園（页面存档备份，存于）